# سنغال الصغيرة (فلم)
سنغال الصغيرة هو فيلم جزائري صدرَ عام 2001 من إخراج رشيد بوشارب. رُشِّح الفيلمُ أوليًا للمنافسةِ في حفل توزيع جوائز الأوسكار الثالث والسبعون على جائزة الأوسكار لأفضل فيلمٍ بلغة أجنبية لكنّه لم يُقبل في الترشيحِ النهائي.

## طاقم التمثيل
هذه قائمةٌ مُصغّرةٌ بأبرز الممثلين والممثلات الذين شاركوا في تصويرِ الفيلم:
- سوتيجوي كوياتي في دور علون
- شارون هوب في دور إيدا
- روشدي زم في دور كريم
- كريم تراوري في دور حسن
- أديتورو ماكيندي في دور أماراليس
- اجا ديارا في دور بيرام
- مالايكا لاكاريو في دور ايلين